# Casbia adoxa
Casbia adoxa är en fjärilsart som beskrevs av Turner 1947. Casbia adoxa ingår i släktet Casbia och familjen mätare. Inga underarter finns listade i Catalogue of Life.